# Voederbietensnijder

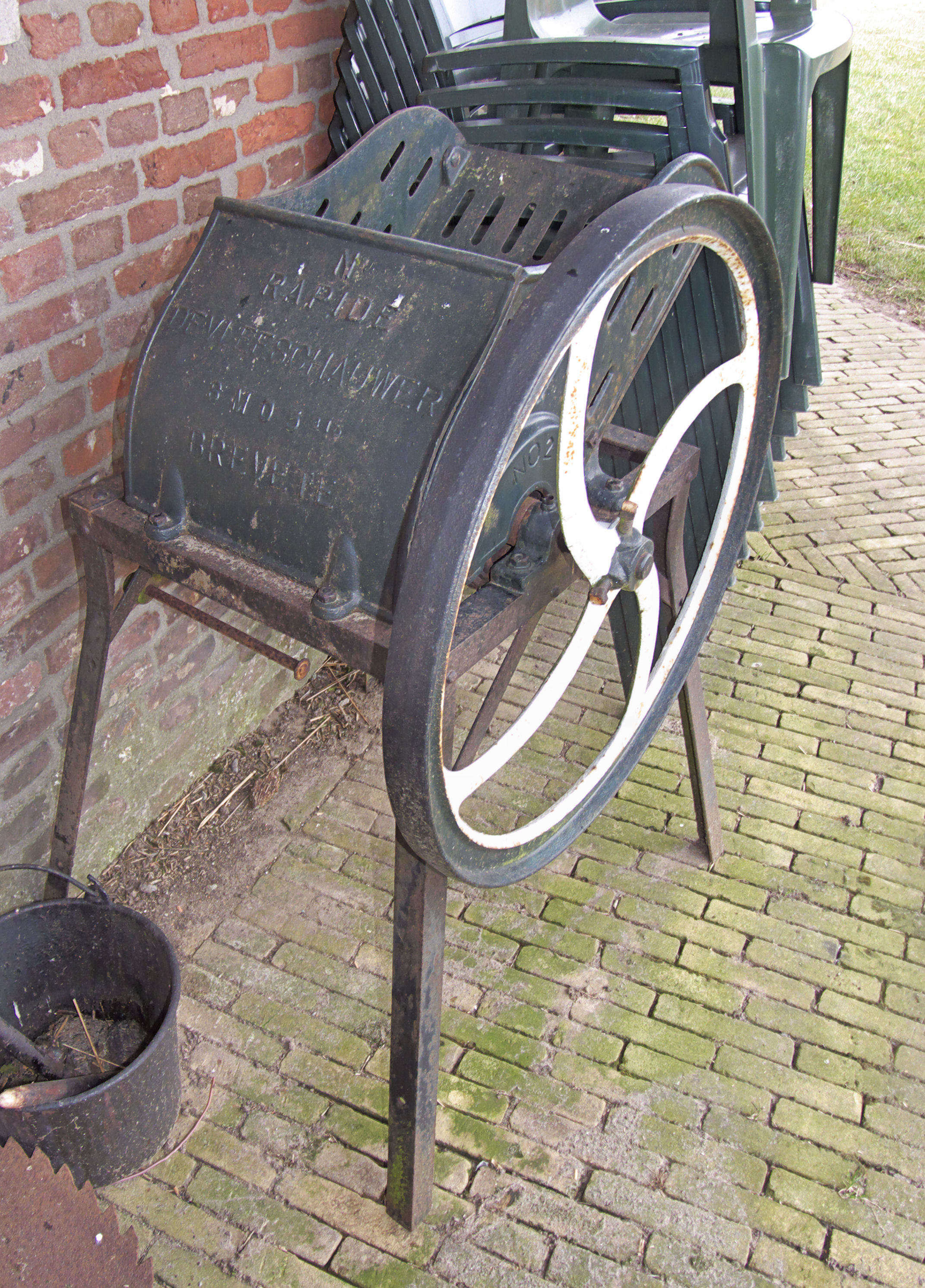
Bietensnijder

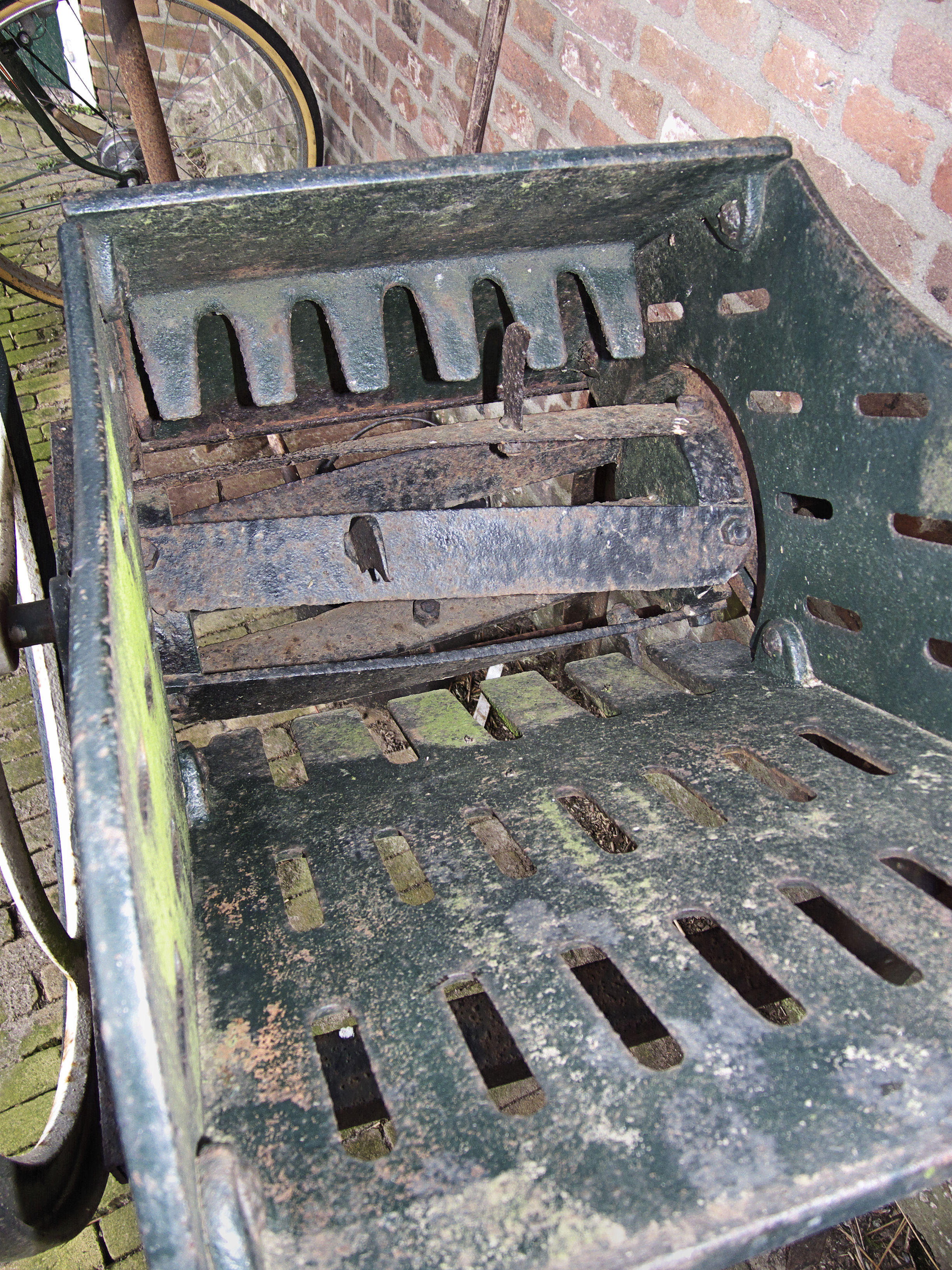
Bietensnijder

Een bietensnijder is een al dan niet met de hand bediende machine waar vroeger de voederbieten mee in stukken werden gesneden alvorens ze aan het rundvee werden vervoederd.